# Bataille de Cognat
Deuxième guerre de religion (1567-1568)
La bataille de Cognat (quelquefois appelée bataille de Cognac) est une bataille entre catholiques et protestants pendant les guerres de Religion ; elle a eu lieu le 6 janvier 1568 au pied de l'église de Cognat, sur le territoire de l'actuelle commune de Cognat-Lyonne (Allier), entre Vichy et Gannat.

## Forces en présence
Une armée protestante, forte de 4 000 hommes, commandée par le capitaine Poncenat (François de Boucé, seigneur de Poncenat) arrive de l'est. Cette armée remonte vers le nord pour rejoindre le prince de Condé, qui assiège Chartres. Les catholiques, au nombre de 5 000 environ, commandés par le gouverneur d'Auvergne, Gaspard de Montmorin-Saint-Hérem, veulent leur barrer la route. Dans l'armée catholique se trouvent Antoine de Saint-Nectaire, évêque du Puy, à la tête de l'infanterie, et Jean Motier de La Fayette, seigneur de Hautefeuille, dont le château de Hautefeuille était précisément sur le champ de bataille.
Les protestants viennent de Vichy, où ils s'en sont pris aux édifices catholiques et ont brûlé le couvent des Célestins. Le matin du 6 janvier 1568, ils ont traversé l'Allier.

## Déroulement de la bataille
Les protestants, arrivés de l'est sur les hauteurs de Cognat, là où se trouve l'église Sainte-Radegonde, voient l'armée catholique en contrebas dans la plaine de Lyonne ; ils sont inférieurs en nombre, mais dans une position plus favorable. Les catholiques se lancent à l'assaut de la colline, mais sont arrêtés par les arquebusiers protestants. Les protestants contre-attaquent alors et poursuivent dans la plaine les catholiques qui battent en retraite. L'avantage est aux protestants, qui vont pouvoir continuer leur route.
Le chef protestant, Poncenat, meurt d'un coup d'arquebuse en regagnant ses lignes, touché par un de ses hommes qui ne l'a pas reconnu. Parmi les victimes catholiques se trouve La Fayette, tué au pied de son château de Hautefeuille. Le château de Hautefeuille et le village de Cognat sont détruits, seule l'église reste debout. Le village de Cognat sera reconstruit à quelques centaines de mètres au nord-est.

## Sources anciennes

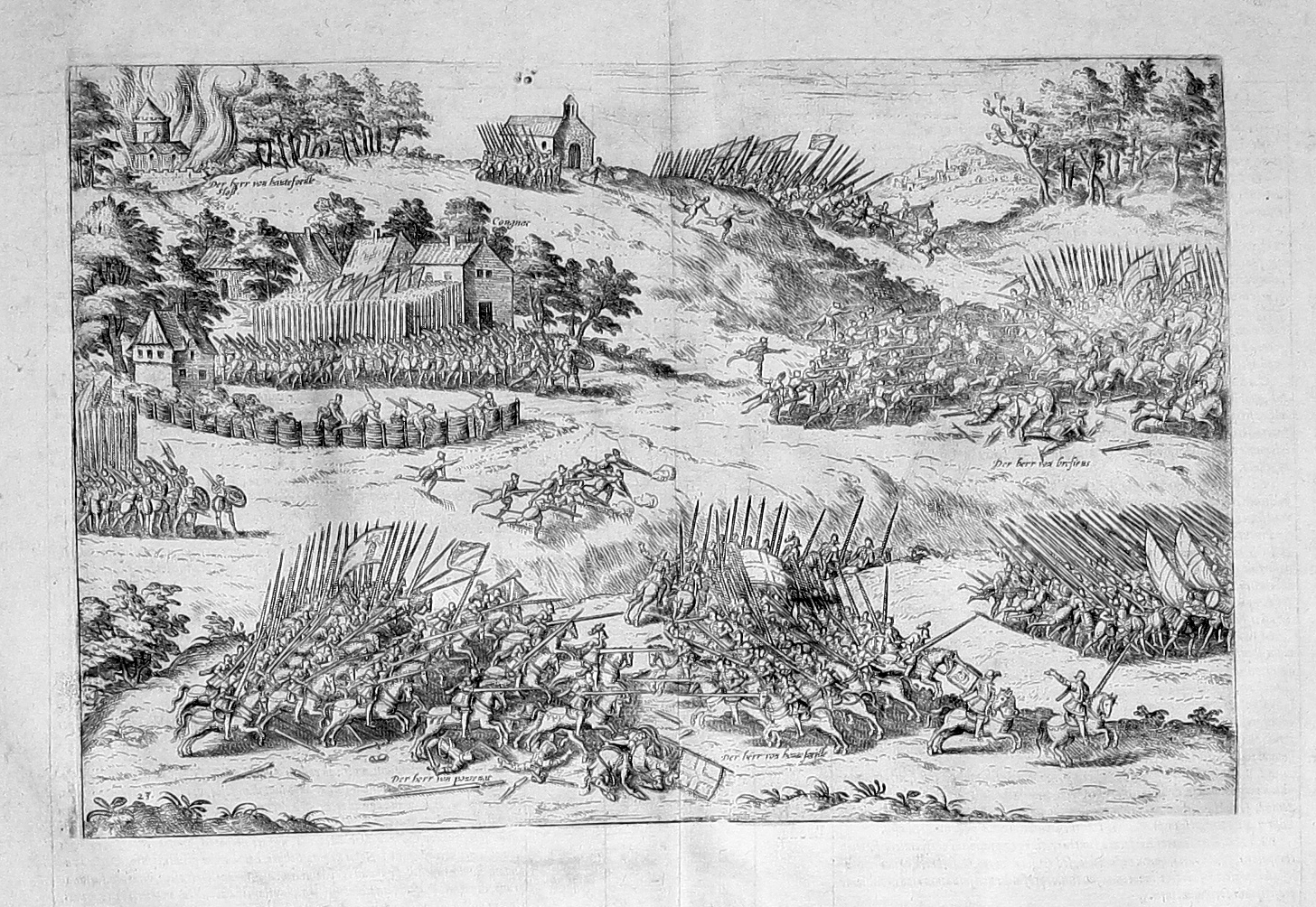
Gravure de Jacques Tortorel représentant la bataille de Cognat.

La bataille a été représentée dans une gravure sur bois de Jacques Tortorel et Jean Perrissin, presque contemporaine des événements.